# GirlsDoPorn
GirlsDoPorn — американский порнографический сайт, работавший с 2009 по 2020 годы.

## Закрытие платформы
Сообщалось о видеороликах с изнасилованиями на хостинге Pornhub. Компанию критиковали за медленное или неадекватное реагирование на некоторые из этих инцидентов, включая хостинг громкого канала GirlsDoPorn, который был закрыт в 2019 году после судебного процесса и обвинений в секс-торговле. В 2020 году это привело к удалению миллионов видеозаписей.